# Alchemilla australis
Alchemilla australis, syn. Aphanes australis — вид квіткових рослин з родини трояндових (Rosaceae). Ареал: Європа (Австрія, Бельгія, Люксембург, Велика Британія, Чехія, Данія, Франція (у т. ч. Корсика), Німеччина, Ірландія, Італія, Швейцарія, Нідерланди, Норвегія, Польща, Португалія, Румунія, Іспанія, Угорщина, Швеція, Македонія, Сербія); регіонально вимер у Словаччині; інтродукція: Канада, США, Нова Зеландія.

## Середовище
Росте на мілинах, полях, перелогах, узбіччях доріг у низинах і пагорбах. Це вказує на бідні поживними речовинами кислі ґрунти. 

## Біоморфологічна характеристика

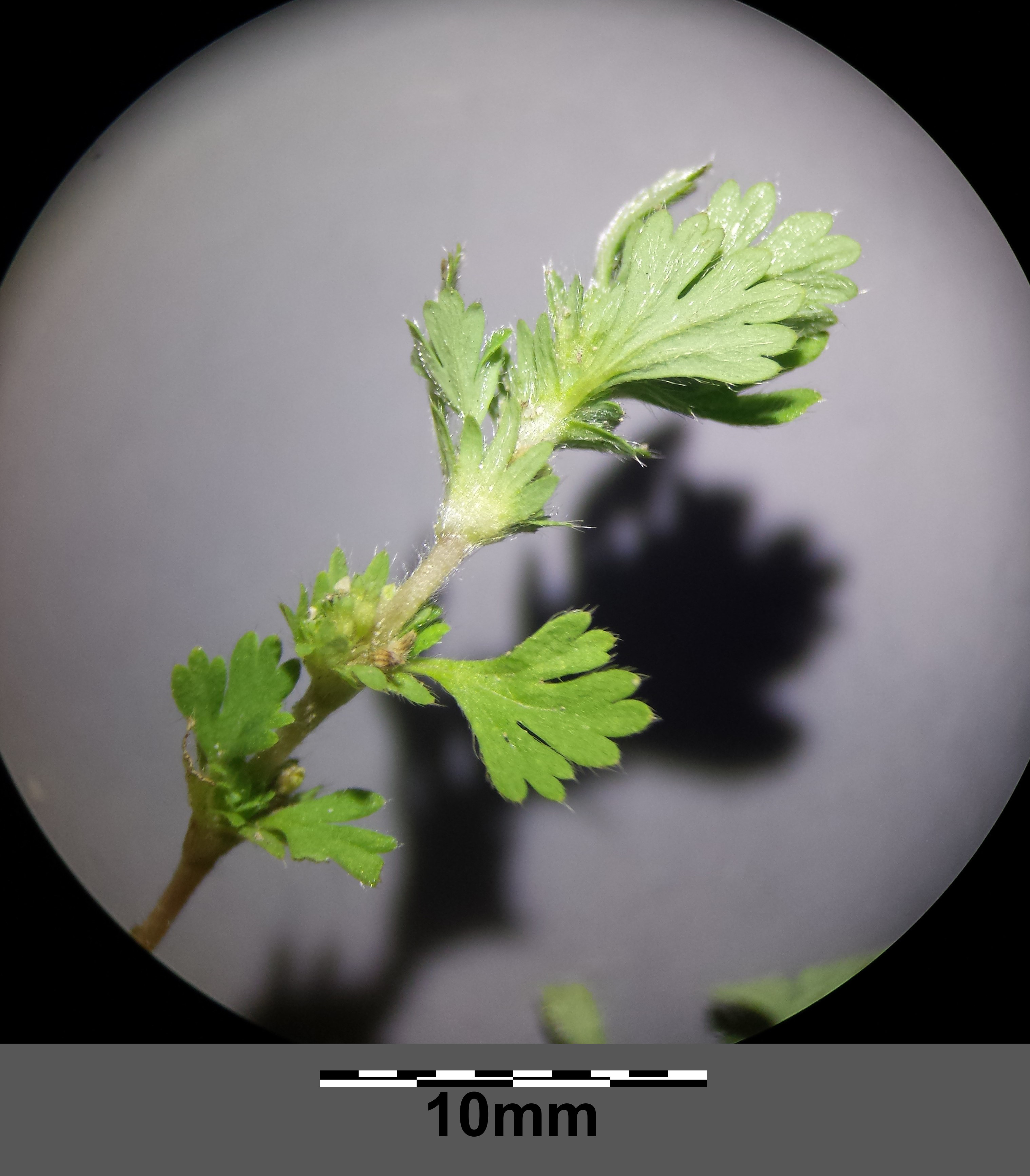
Стебло з листками, прилистками й суцвіттями

Однорічна рослина 3–15 см заввишки. Стебло може бути розпростертим, висхідним або прямим, товщиною ледь 1 мм, простим або малорозгалуженим. Листки черешкові; пластини (3)5–9(12) × (4.5)6–10(13) мм, пальчасто-три-п'ятилопатеві або розсічені; прилистки 2–6 мм завдовжки. Квітки в китицях; чашолистків чотири, пелюстки відсутні. Чашолистки 0.25–0.35 × ≈ 0.13 мм. Сім'янки жовтуваті, розміром до 1.2 мм. Цвіте з травня по вересень. 2n=16.